# Andrzej Majewski

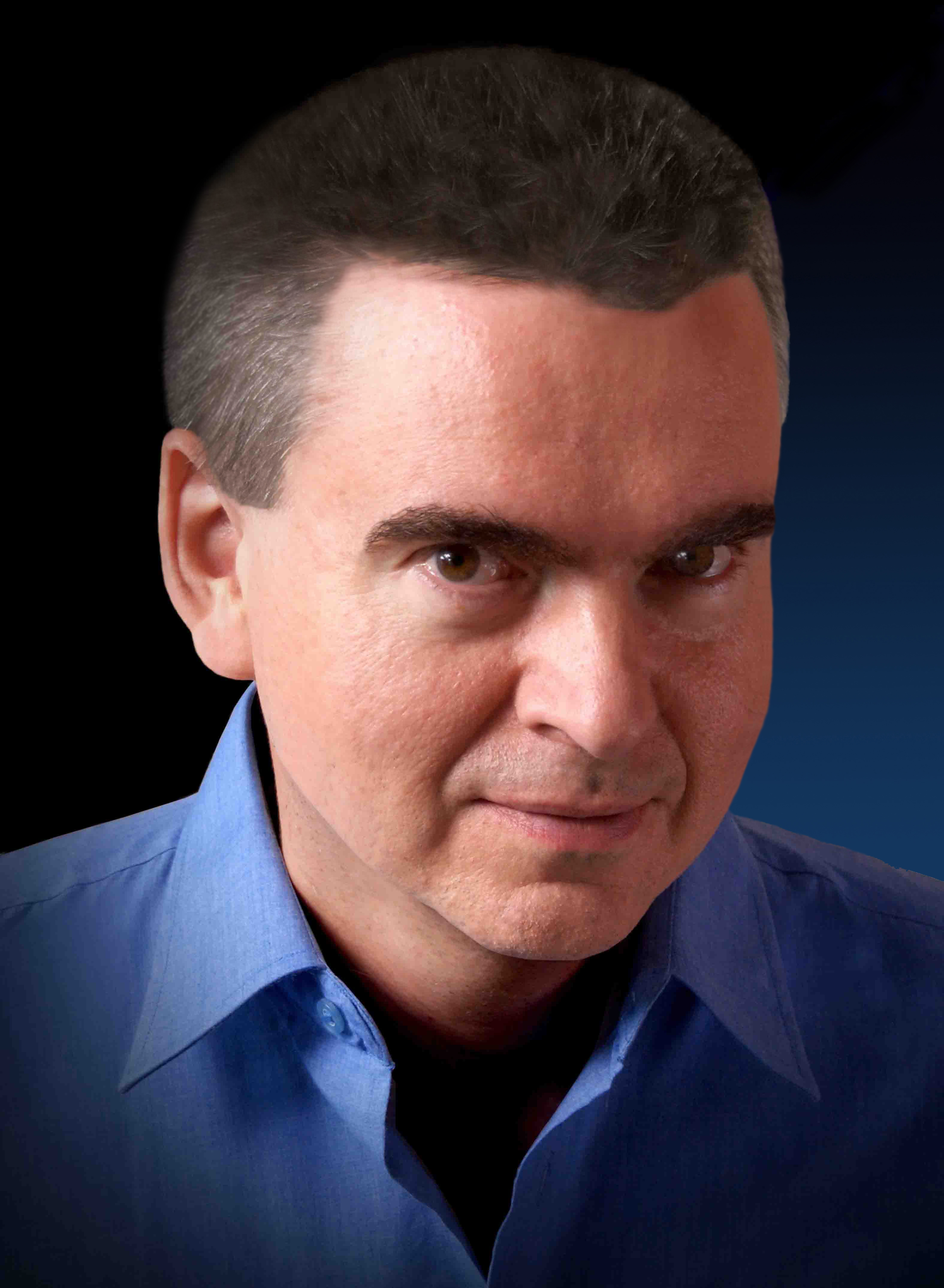
Andrzej Majewski (2011)

Andrzej Majewski (geb. 12 November 1966 in Breslau) – polnischer Aphoristiker, Schriftsteller, Kunstfotograf, Regisseur, Drehbuchautor und Komponist.

## Leben
Andrzej Majewski absolvierte die Ökonomische Akademie und promovierte an der Juristischen Fakultät der Universität Breslau. Seine Aphorismen wurden in polnischen und internationalen Sammelbänden veröffentlicht, die auch im Ausland herausgegeben wurden. Die Aphorismen wurden in die meisten wichtigen Sprachen übersetzt, darunter Englisch, Deutsch, Hebräisch, Italienisch, Serbisch, Russisch, Griechisch, Rumänisch, Katalanisch, Tschechisch, Koreanisch, Türkisch, Arabisch, Chinesisch und Esperanto. Majewski ist der Gründer der Sapere-Aude-Stiftung, Philanthrop, Sozialaktivist und Organisator von Wettbewerben und Veranstaltungen für Jugendliche und Kinder. Autor und Komponist von Liedern, auch für Kinder und Jugendliche. Mitglied des Vereins Mensa. Autor wissenschaftlicher Fachartikel zu Rechtsthemen und über 200 populärwissenschaftlicher Artikel zu ökonomischen und sozialen Themen.

## Wichtige Preise und Auszeichnungen
- Sieger des Aphoristik-Wettbewerbs von H. Steinhaus (1995).
- Auszeichnung im Wettbewerb S.J. Lec (2000).
- Auszeichnung für die Reihe von Fotografien mit dem Titel "Efemeryczność Wieczności" im Internationalen Fotowettbewerb in Seoul, Korea (2007).
- Auszeichnung mit der Ehrenplakette "Zasłużony dla Kultury Polskiej" durch den Minister für Kultur und Nationales Erbe (2008).
- Auszeichnung mit einem Anerkennungsschreiben durch den deutschen Bundespräsidenten (2010).
- Auszeichnung im internationalen Literaturwettbewerb "Naji Maanam's Literary Prizes" (2012)[6] für die humanistischen Qualitäten seines Werks.
- Gewinner des Hauptpreises des internationalen Aphoristik-Wettbewerbs Premio Internazionale per l'Aforisma "Torino in Sintesi" (2012)[7].
- Ausgezeichnet vom serbischen Schriftstellerverband mit dem "Satire Excellence Award" (2019)[8].
- Preise und Auszeichnungen für den Film "The World in Words”[9][10]: Semi–Finalist – 60 Second Intl. Film Festival, Pakistan (2019), Official Selection – First-Time Filmmaker Sessions @ Pinewood Studios, Vereinigtes Königreich (2019), Official Selection – The International Short Film Festival, Serbien (2019), Official Selection – MoziMotion, Niederlande (2019), Official Selection – Independent Talents International Film Festival, USA (2019), Semi – Finalist – Lisbon Film Rendezvous, Portugal (2020)
- Auszeichnung im Wettbewerb für die Komposition des Turmlieds der Stadt Siechnice (Wettbewerb unter der Schirmherrschaft des Rektors der Karol-Lipiński-Musikakademie in Breslau, 2022)[11].

## Literarische und poetische Werke
- Aphorismen und Sentenzen, die die Welt erschüttern - oder nicht…, Text Andrzej Majewski, Illustrationen Arkadiusz Bagiński, Vorwort Jan Miodek, Warschau 1999, Książka i Wiedza, ISBN 83-05-13036-3.
- Aphorismen, das heißt mit Verlaub Magnum in parvo, Text Andrzej Majewski, Illustrationen Arkadiusz Bagiński, Vorwort Jan Miodek, Warschau 2000, Książka i Wiedza, ISBN 83-05-13104-1.
- Adam, der unermüdliche Wanderer: ein Märchen, Text Andrzej Majewski, Illustrationen Marcin Giejson, mit Rezensionen von: Jan Miodek, Stanisław Srokowski, Warschau 2002, Verlag: Wydawnictwo Salezjańskie, ISBN 83-7201-127-3.
- 102 Ratschläge für kluge, höfliche und widerspenstige Kinder, Breslau 2003
- Aphorismen für alle Gelegenheiten, Text Andrzej Majewski, Vorwort Jan Miodek, Warschau 2007, Verlag: Klub dla Ciebie – Bauer-Weltbild Media, cop., ISBN 978-83-7404-673-2.
- Andrzej Majewski. Breslau, Aphorismus, Ausgewählt von: Janeka Ane Madisyn, Berlin 2012, Verlag: Plicpress, ISBN 978-6137835777.
- Aphorisms – quotations about: life, art, woman&man, politics and money, author: Andrzej Majewski, SAF 2015, ISBN 978-83-914029-2-4.

## Fotografische Werke
- Taniec Słońca w Deszczu (2000)
- Ty i ja: myśli współczesne dla moich polskich przyjaciół, Text Annelies Langner, Übersetzung Ewa Jakubek, Vorwort Jan Miodek,  schwarz-weiß Fotografien Andrzej Majewski, Breslau 2006, Herausgeber Stadtmuseum Breslau i Sapere Aude Foundation, ISBN 83-89551-15-2.
- Efemeryczność Wieczności – Stary Cmentarz Żydowski we Wrocławiu, Fotoalbum, Fotos Andrzej Majewski, Text Maciej Łagiewski, Übersetzung: Rina Benari, Ewa Jakubek, Maciej Koła, Text parallel auf Polnisch, Englisch, Deutsch, Hebräisch; Breslau 2005, Herausgeber Stadtmuseum Breslau i Sapere Aude Foundation, ISBN 83-89551-21-7.

## Wichtige fotografische Ausstellungen
- Efemeryczność Wieczności (Breslau – Stadtmuseum Rathaus 2004)
- Efemeryczność Wieczności (Museum der Hauptstadt Warschau 2005)
- Efemeryczność Wieczności (Seoul, Südkorea 2007) – Fotografien erhielten eine Auszeichnung im Wettbewerb International Photo Competition 2007

## Filme
- Klub Radzika, Fernsehserie (2006/2007) Drehbuch, Regie, Titellied
- Ekonomia na co dzień, Bildungsserie (2007) Drehbuch
- Ekonomia w szkole, Bildungsserie (2007) Drehbuch
- The World in Words, Kurzfilm (2019) Drehbuch und Regie[12]
- The World in Words, Fernsehserie (2019) Drehbuch und Regie[13]
- Piosenka Doktora Pieprzyka – Videoclip (2020) Drehbuch und Regie[14]
- Zły wirus – Videoclip (2021) Drehbuch und Regie[14]
- Akademia Doktora Pieprzyka Show – Bildungsaufführung (2021) Drehbuch und Regie[15]
- Gimnastyka – Videoclip (2023) Drehbuch und Regie[14]
- Twarz z Księżyca – Videoclip (2023) Drehbuch und Regie

## Musikalische Werke
- Klub Radzika, Fernsehserie (2006/2007) Titellied
- Piosenka Doktora Pieprzyka – Videoclip (2020) Text und Musik[16]
- Zły wirus – Videoclip (2021) Text und Musik[17]
- Akademia Doktora Pieprzyka Show – Bildungsaufführung (2021) Musik[18]
- Hey Now! – Turmlied (2022) Musik[19]
- Gimnastyka – Videoclip (2023) Text und Musik[20]
- Małpi Rock – Lied (2023) Text und Musik[21]
- Twarz z Księżyca – Lied (2023) Text und Musik[22]